# Raymond Bru
Raymond Jean Bru (30 de marzo de 1906-diciembre de 1989) fue un deportista belga que compitió en esgrima, especialista en la modalidad de florete.
Participó en tres Juegos Olímpicos de Verano, obteniendo una medalla de bronce en Londres1948 en la prueba por equipos. Ganó dos medallas en el Campeonato Mundial de Esgrima en los años 1929 y 1930.

## Palmarés internacional
| Juegos Olímpicos   | Juegos Olímpicos      | Juegos Olímpicos  | Juegos Olímpicos    |
| Año                | Lugar                 | Medalla           | Prueba              |
| ------------------ | --------------------- | ----------------- | ------------------- |
| 1948               | Londres (Reino Unido) | Medalla de bronce | Florete por equipos |
| Campeonato Mundial |                       |                   |                     |
| Año                | Lugar                 | Medalla           | Prueba              |
| 1929               | Nápoles (Italia)      | Medalla de plata  | Florete por equipos |
| 1930               | Lieja (Bélgica)       | Medalla de bronce | Florete por equipos |